# John Lurie
John Lurie (14 de dezembro de 1952) é um ator e músico estadunidense, que nos anos 1980 virou ícone "cool" ao fazer sucesso com o grupo The Lounge Lizards.